# Уретерални стент
Уретерални стент је танка цев (врста стента) која се умеће у мокраћовод или уретер да спречи или лечи застоје у излучивању мокраће из бубрега и штити његове функције, које могу бити угрожене, нпр. бубрежним каменом, крвним угрушком, након трансуретералне ендоскопске литотрипсије итд.
Посебну врсту уретралних катетера чине двоструки - Ј стентови који се пласирају у пијелон бубрега, а другим крајем завршавају у мокраћној бешици. Након њихове апликације и вађења мандрена, они се својим крајевима савијају попут удице, што их одржава у траженом положају. Служе за континуирану деривацију мокраће у одређеном временском периоду, а ваде се из мокраћне бешике радним цистоскопом.

## Примена
Трансуретерална ендоскопска литотрипсија (ТУЕЛ) је тренутно терапија избора код лечења калкулуса мокраћовода, поготово оних у средњем и дисталном делу, и сматра се првим видом лечења, јер представља терапијску опцију без специфичних контраиндикација. Може се извести било као планирана или ургентна интервенција у акутним стањима. ТУЕЛ брзо, једном процедуром, ефикасно и безбедно решава уретералну литијазу и њене пратеће манифестације. Сама интервенција има мали утицај на квалитет живота. Међутим, метод постоперативне уретералне дренаже може имати значајно негативни ефекат на квалитет живота, и зато се у циљу њеног успостављања у преко 66% случајева након трансуретералне ендоскопске литотрипсије пласира уретерални стент.
Уретерални стент се традиционално примењује након уролошких интервенције (нпр литотрипсија) након које се пласира уретерални стент у циљу превенције компликација (редукција ризика постоперативног уретералног зачепљења) и олакшане пасаже малих фрагмената камена.
У клиничкој пракси око 66% уролога пласира стент у више од 50% случајева након рутинске ТУЕЛ, док 13% уролога пласира стент након сваке уролошке процедуре [Cohen SA and Sur RL].
Не постоји сагласност струке у погледу потребе за пласирањем уретералног стента након некомпликоване ТУЕЛ, због појаве могућих компликација.

## Општа разматрања
Стентови који се користе код одраслих пацијената су различите дужине која варира између 24 и 30 cm и различитог пречника или ширине, како би својим димензијама одговарали различитим промерима лумена уретера. Уретерални стент се обично умеће уз помоћ уролошког инструмента цистоскопа. Један или оба краја стента могу бити са „кружним омчама“ које треба да спрече померање стента са места. Ове врсте стентова се зову ЈЈ стент, дупли Ј стент или прасећи реп стент (енгл. JJ stent, double J stent or pig-tail stent).

## Компликације
Расположиве студије указују да је употреба стента повезана са појавом компликација у 10-85% случајева. Доказано је да стент доприноси значајном постпроцедуралном морбидитету:
- 78% болесника има узнемиравајуће уринарне симптоме (симптоми пуњења и пражњења мокраћне бешике, инконтиненција, хематурија)
- 80% болесника има бол који утиче на свакодневне активности
- 32% се жали на сексуалну дисфункцију
- 58% има смањену радну способност и последично смањен приход.[6]

Инкрустација стента се јавља код 15% болесника након 4 недеље од пласирања стента па до 75% након 3 месеца и потенцијално угрожава функцију бубрега.
Неки од поремећаја, као што су фрагментација стента, мигрирање и везивање (уплитање) проксималног краја стента захтевају инвазивне процедуре у решавању ових проблема.
Једна по живот угрожавајућа компликација, након уградње уретералног стента је перфорација уретера са формирањем фистулозне формације, која може довести до неконтролисаног крварења или изливања мокраће.
Такође, стентови повећавају и трошкове неге и захтевају накнадну цистоскопију ради њиховог уклањања, што значајно повећава укупну цену лечења.